# Morgane Polanski
Morgane Polanski, född 20 januari 1993 i Paris, är en fransk skådespelare. Hon är främst känd för rollen som prinsessan Gisla i TV-serien Vikings.

## Barndom och utbildning
Morgane Polanski är dotter till den fransk-polske regissören Roman Polanski och den franska skådespelaren Emmanuelle Seigner. Hon har en yngre bror som heter Elvis, född 1998. Hon hade en tvåspråkig uppväxt, och lärde sig både franska och polska.
Hon gick på International School of Paris från att hon var 15 år gammal. Därefter studerade hon vid Drama Centre London och Central School of Speech and Drama. Hon tog sin examen 2014.

## Skådespelarkarriär
Polanski gjorde sin skådespelardebut som 9-åring i faderns film The Pianist 2002. Därefter medverkade hon i ytterligare två av hans filmer Oliver Twist (2005) and The Ghost Writer (2010), där hon hade sin första talroll.
2015 medverkade  Polanski i den brittiska independentfilmen Unhallowed Ground och började spela Prinsessan Gisla i History Channels TV-serie Vikings.

## Filmografi
- 2002 – The Pianist
- 2005 – Oliver Twist
- 2010 – The Ghost Writer
- 2015 – Unhallowed Ground
- 2015 – Vikings (TV-serie)